# Coves dels Hams
Die Coves dels Hams (kastilisch: Cuevas del Hams, ‚Angelhakenhöhlen‘) sind ein Tropfsteinhöhlensystem an der Ostküste der spanischen Baleareninsel Mallorca. Die Höhlen befinden sich im Gemeindegebiet von Manacor, etwa einen Kilometer westlich des Ortes Porto Cristo.
Wie die ebenfalls bei Porto Cristo gelegenen Coves del Drac (‚Drachenhöhlen‘) sind die Coves dels Hams eine bekannte Touristenattraktion der Insel in der Region (Comarca) Llevant.

## Beschreibung
Die Coves dels Hams wurden am 2. März 1905 von Pedro Caldentey entdeckt. Das an der Straße nach Manacor gelegene verästelte Höhlensystem besitzt wie die Coves del Drac einen unterirdischen See, der aber weniger ausgedehnt ist. Den ungewöhnlich baumartig gewachsenen Formen der Stalaktiten und Stalagmiten verdanken die Höhlen ihren Namen. Hams ist ein mallorquinisches Wort für Angelhaken beziehungsweise Harpunen.
Der Sohn des Entdeckers, Lorenzo Caldentey, stattete die Höhlen mit der heute zu sehenden Beleuchtung aus. Die Besichtigung der Tropfsteinhöhlen findet in geführten Gruppen statt. Auf einem etwa 500 Meter langen Rundgang durchquert man so gut ein Dutzend unterschiedlicher Höhlen. Informationen zu den Besonderheiten einzelner Höhlen werden in mehreren Sprachen über Lautsprecher abgespielt. In einer der Höhlen findet an einem unterirdischen See die Multimedia-Show „Magical Mozart“ mit Lichteffekten und Musik statt, die der Show in der Höhle von Coves del Drac sehr ähnelt. Des Weiteren werden während des Rundganges zwei informative Kurzfilme abgespielt. Die Höhlen werden in den Sommermonaten rege besucht.